# 杜如晦

杜如晦

杜 如晦（と じょかい、開皇5年（585年） - 貞観4年3月19日（630年5月6日））は、中国の唐の政治家。字は克明。本貫は京兆郡杜陵県。父は隋の昌州長史の杜吒。叔父は杜淹。弟は杜楚客。

## 経歴
史書に親しみ、隋末には吏部に入ったが、間もなく官を辞し故郷へ戻った。李淵が長安を占拠すると、李世民の参謀役であった房玄齢により見出され、幕下に加わった。
玄武門の変の前、讒言により秦王府を追われたが、太宗李世民が即位をすると中央政界に復活し、太子左庶子や兵部尚書という要職を歴任し、尚書右僕射まで上り詰める。左僕射の房玄齢とともに貞観の治を現出させた。
貞観4年（630年）に46歳で死去した。死後司空・萊国公の位を追贈され、成と諡された。
房玄齢が企画力に優れていたのに対して、杜如晦は決断力に優れ、軍事・政治に多難であった太宗の治世の初期をよく支えた。杜如晦の裁決はよどみなく同僚から敬服された。房玄齢に「秦王府から去る者が多くとも、それは惜しくはございません。ただ、杜如晦殿は聡明で見識に優れ、帝王の補佐としての才能がある人物でございます。もし、大王が諸侯で満足なさるのなら、彼を用いる場所はございませんでしょう。しかし、帝王として天下を治めようと思いますなら彼以外に良い人材はおりませぬ」と言われたという。